# Estação Censier - Daubenton
Censier - Daubenton é uma estação da linha 7  do Metrô de Paris, localizada no 5.º arrondissement de Paris.

## História
Ela foi inaugurada em 15 de fevereiro de 1930 na extensão da linha 10 para a Place d'Italie. Um ano mais tarde, ela foi integrada na linha 7.
Louis Jean-Marie Daubenton foi um naturalista que colaborou com Buffon para sua História Natural, e foi o primeiro diretor do Museu Nacional de História Natural, muito próximo.
Até 1965, a estação foi chamada: "Censier-Daubenton-Halle aux cuirs", em referência às ruas Censier e Daubenton situadas nas proximidades, bem como no mercado de curtidores, muitos ao longo do Bièvre.
Em abril de 2010, a estação foi totalmente iluminada com diodos emissores de luz (led). Ela se tornou assim a primeira estação de metrô no mundo iluminada por esta tecnologia. Isto permite dividir por dois a energia necessária para a sua iluminação.
Em 2011, 3 766 777 passageiros entraram nesta estação. Em 2012, foram 3 868 653 passageiros. Ela viu entrar 3 777 857 passageiros em 2013, o que a coloca na 137ª posição das estações de metrô por sua frequência.

## Serviços aos Passageiros

### Acessos
- Rue Daubenton;
- Rue Monge.

### Plataformas
Censier - Daubenton é uma estação de configuração padrão: ele tem duas plataformas laterais, separadas pelas vias do metrô e a abóbada é elíptica. A decoração é do estilo usado pela maioria das estações de metrô: a faixa de iluminação é branca e arredondada no estilo "Gaudin" da renovação do metrô da década de 2000, e as telhas em cerâmica brancas biseladas recobrem os pés-direitos, a abóbada e o tímpano. Os quadros publicitários são em faiança da cor de mel e o nome da estação é também em faiança. Os assentos são do estilo "Motte" de cor azul.

### Intermodalidade
A estação é servida pela linha 47 da rede de ônibus RATP e, à noite, com as linhas N15 e N22 da rede Noctilien.

## Pontos turísticos
- Igreja de Saint-Médard (Paris)
- Museu Nacional de História Natural
- Instituto Superior de Artes Aplicadas
- Institut national agronomique Paris-Grignon
- Rue Mouffetard
- Universidade Paris 3 - Sorbonne Nouvelle